# The Fly (opéra)
Pour les articles homonymes, voir The Fly.
The Fly est un opéra canadien de Howard Shore, livret en anglais de David Henry Hwang (en) d'après le film-homonyme, créé le 2 juillet 2008 au théâtre du Châtelet à Paris dans une mise en scène de  David Cronenberg (également réalisateur du film) et sous la direction musicale de Plácido Domingo.
La création américaine a eu lieu à l'Opéra de Los Angeles le 7 septembre 2008.

## Distribution de la création
- Daniel Okulitch / Laurent Alvaro : Seth Brundle, scientifique (baryton-basse)
- Ruxandra Donose : Veronica Quaife, journaliste (mezzo-soprano)
- Jay Hunter Morris : Marky (ténor)
- David Curry : Stathis Borans, éditeur  (ténor)
- Beth Clayton : Officier / Docteur / Cheevers (mezzo-soprano)
- 5 scientifiques (2 mezzos, 3 barytons)
- Orchestre philharmonique de Radio France
- Chœur du Châtelet et chœur de jeunes du CRR d’Aubervilliers-La Courneuve

- Musique : Howard Shore
- Livret : David Henry Hwang (en) d'après la nouvelle de George Langelaan
- Direction musicale : Plácido Domingo
- Chef de chœur : Grant Gershon
- Mise en scène : David Cronenberg
- Décors : Dante Ferretti
- Costumes : Denise Cronenberg
- Lumières : A.J. Weissbard
- Maquillages : Stephan Dupuis
- Durée (appr.) : 120 minutes